# Tańsk-Kiernozy
Tańsk-Kiernozy [pronunciación en polaco: /ˈtaɲsk kʲɛrˈnɔzɨ/] es un pueblo ubicado en el distrito administrativo de Gmina Dzierzgowo, dentro delCondado de Mława, Voivodato de Mazovia, en el este de Polonia central. Se encuentra aproximadamente a 4 kilómetros al oeste de Dzierzgowo, a 18 kilómetros al este de Mława, y a 110 kilómetros al norte de Varsovia.
El pueblo tiene una población de 70 habitantes.